# Pseudotolithus elongatus
Pseudotolithus elongatus är en fiskart som först beskrevs av Bowdich 1825.  Pseudotolithus elongatus ingår i släktet Pseudotolithus och familjen havsgösfiskar. Inga underarter finns listade i Catalogue of Life.